# Калина, Александр Данилович
Александр Данилович Калина (3 [16] марта 1911, Покровское, Херсонская губерния — 15 марта 1988, Москва) — лётчик-испытатель, Герой Советского Союза (1964).

## Биография
Родился 3 (по новому стилю — 16) марта 1911 года в городе Апостолово (ныне — Днепропетровская область Украины). После окончания школы фабрично-заводского ученичества работал на металлургическом комбинате, в 1931 году окончил первый курс Днепродзержинского металлургического института.
В том же году Калина был призван на службу в Рабоче-крестьянскую Красную Армию. В 1932 году он окончил Вольскую военно-техническую авиационную школу, после чего служил бортмехаником в НИИ ВВС, принимал участие в испытательных полётах. В 1935 году Калина был уволен в запас. В 1937 году он окончил Тамбовскую авиашколу пилотов Гражданского воздушного флота, после чего работал пилотом в гражданской авиации. Доставлял грузы и вооружение на фронт во время боёв на Халхин-Голе и советско-финской войны.
В 1941 году Калина повторно был призван в армию. Служил в транспортных авиаподразделениях, совершил около 250 боевых вылетов на заброску парашютистов и боеприпасов в тыл противника, доставку боеприпасов и вооружения на фронт. В 1946 году Калина был уволен в запас. В 1947—1948 годах он работал лётчиком-испытателем НИИ ГВФ, в 1948—1955 годах — авиазавода № 30 (ныне — Московское авиационное производственное объединение), в 1955—1965 годах ОКБ Туполева. Участвовал в испытаниях самолётов «Ил-12», «Ил-28», «Ту-124», «Ту-134», «Ту-22», «Ту-104» и ряда других.
Указом Президиума Верховного Совета СССР от 21 августа 1964 года за «мужество и героизм, проявленные при испытании новой авиационной техники» лётчик-испытатель Александр Калина был удостоен высокого звания Героя Советского Союза с вручением ордена Ленина и медали «Золотая Звезда» за номером 11213.
После ухода с лётно-испытательской работы Калина продолжал работать в ОКБ Туполева инженером по безопасности полётов. Умер 15 марта 1988 года, похоронен на Востряковском кладбище Москвы.
Заслуженный лётчик-испытатель СССР. Был также награждён тремя орденами Красного Знамени, двумя орденами Отечественной войны 1-й степени, орденом Трудового Красного Знамени, тремя орденами Красной Звезды, орденом «Знак Почёта», рядом медалей.